# كاميل كوبونيك
 كاميل كوبونيك ‎Kamil Kopúnek‏ (18 مايو 1984 -) لاعب كرة قدم في مركز المحور المدافع ينشط في الدوري السلوفاكي الممتاز مع فريق سبارتك ترنافا.لعب مع منتخي سلوفاكيا تحت 21.وشارك مع منتخب سلوفاكيا لكرة القدم في كأس العالم 2010 وأحرز هدف الفوز المشهود أمام منتخب إيطاليا والذي صعد بسلوفاكيا للدور الثاني وجرد إيطاليا حاملة اللقب من لقبها.ودع ذاك المونديال مع منتخب بلاده بعد الخسارة باثنين مقابل واحد من هولندا.

## روابط خارجية
- كاميل كوبونيك على موقع الاتحاد الدولي (مؤرشف)  (الإنجليزية)
- كاميل كوبونيك على موقع الاتحاد الأوربي (الإنجليزية)
- كاميل كوبونيك على موقع قاعدة بيانات كرة القدم.إي يو (الإنجليزية)
- كاميل كوبونيك على موقع ناشيونال فوتبول تيمز (الإنجليزية)
- كاميل كوبونيك على موقع Soccerway.com (الإنجليزية)
- كاميل كوبونيك على موقع عالم كرة القدم.نت (الإنجليزية)